# سیارک ۲۵۶۶۳
سیارک ۲۵۶۶۳ (به انگلیسی: 25663 Nickmycroft، نامگذاری:2000AD89)۲۵۶۶۳مین سیارک کشف شده‌است که در ۰۵ ژانویه ۲۰۰۰ کشف شد.